# دیوی پروپر
دیوی پروپر (به هلندی: Davy Pröpper ; زاده ۲ سپتامبر ۱۹۹۱) یک بازیکن فوتبال در پست هافبک اهل هلند است که هم‌اکنون در لیگ برتر فوتبال انگلستان و باشگاه فوتبال برایتون و هاو آلبیون بازی می‌کند.

## تیم ملی
او سابقه بازی در تیم ملی فوتبال هلند را نیز دارد.